# Chapelle Sainte-Rita de Paris
Pour les articles homonymes, voir Chapelle Sainte-Rita.
Ne doit pas être confondu avec Église Sainte-Rita de Paris.
La chapelle catholique  Sainte-Rita  est située boulevard de Clichy  dans le 9e arrondissement de Paris. 

## Historique
Rattachée à l'église de la Sainte-Trinité, elle est dédiée à sainte Rita de Cascia.
Depuis 1956, Sainte-Rita a pour vocation d'accueillir les prostituées du quartier, mais, avec la disparition progressive de celles-ci, la chapelle reçoit une population diversifiée. Toutefois les prostituées du bois de Boulogne fréquentent aussi les lieux, et sainte Rita est connue pour intercéder en faveur des causes les plus graves ou difficiles, voire désespérées.

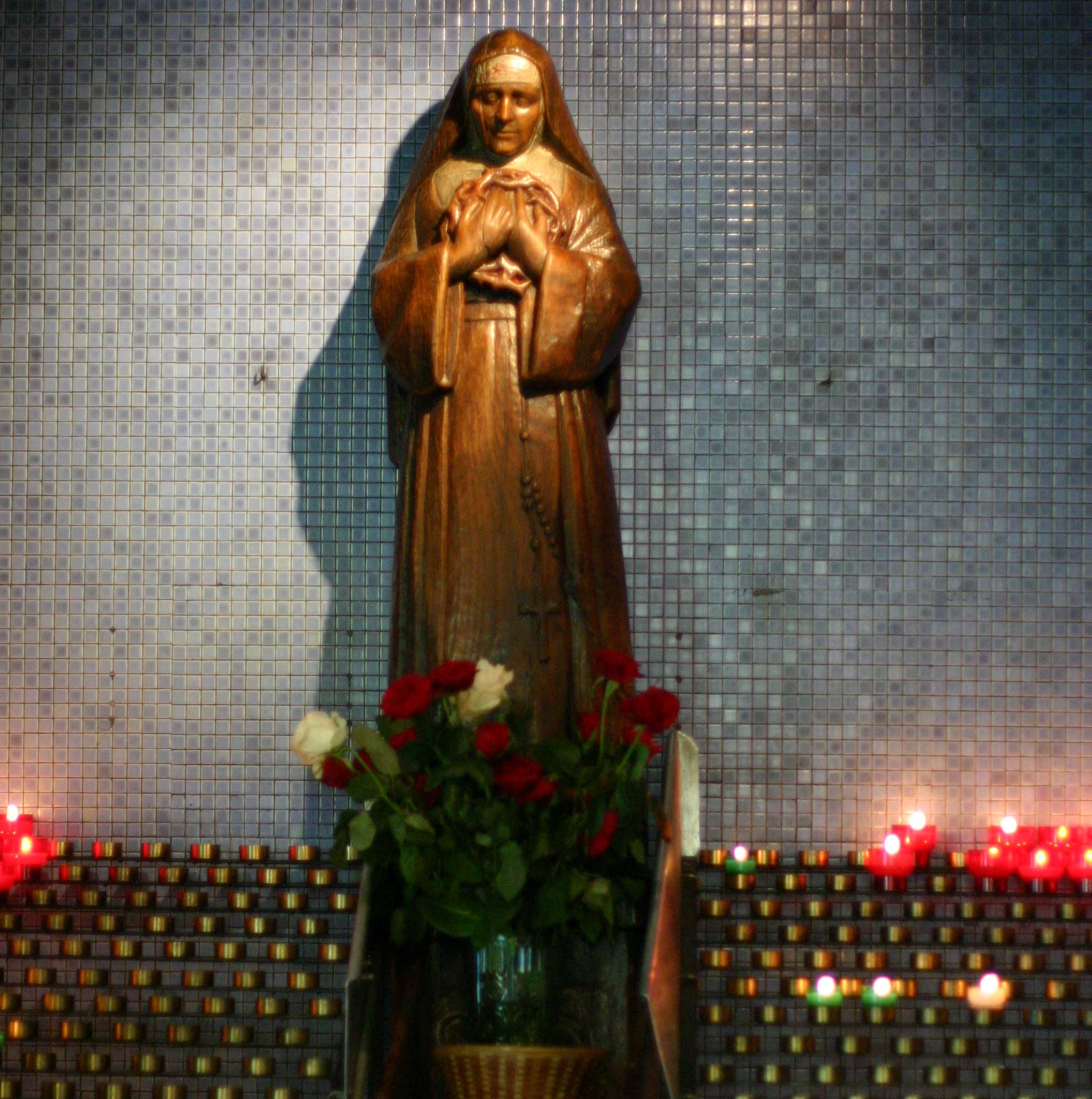
Une statue de sainte Rita à la chapelle.